# Dendrobium jaintianum
Dendrobium jaintianum är en orkidéart som beskrevs av Sabap.. Dendrobium jaintianum ingår i släktet Dendrobium, och familjen orkidéer. Inga underarter finns listade i Catalogue of Life.